# Зимова Універсіада 1970
Зимова Універсіада 1970 — VI зимова Універсіада, пройшла у фінському місті Рованіемі з 3 по 9 квітня 1970 року. Вперше в історії літня і зимова Універсіади проводилися в один рік.

## Медальний залік
| Місце  | Країна         | Золото | Срібло | Бронза | Загалом |
| ------ | -------------- | ------ | ------ | ------ | ------- |
| 1      | СРСР           | 13     | 16     | 8      | 37      |
| 2      | США            | 5      | 4      | 1      | 10      |
| 3      | ФРН            | 3      | 1      | 5      | 9       |
| 4      | Чехословаччина | 3      | 0      | 0      | 3       |
| 5      | Польща         | 0      | 2      | 1      | 3       |
| 6      | Північна Корея | 0      | 1      | 1      | 2       |
| 7      | Австрія        | 0      | 0      | 3      | 3       |
| 8      | Японія         | 0      | 0      | 2      | 2       |
| 9      | Фінляндія      | 0      | 0      | 1      | 1       |
| 9      | Франція        | 0      | 0      | 1      | 1       |
| Всього | Всього         | 24     | 24     | 23     | 71      |